# Береснев, Дмитрий Васильевич
Дми́трий Васи́льевич Бе́реснев (род. 20 июля 1976, Кирово-Чепецк, Кировская область) — российский  хоккеист, выступавший за клубы главных хоккейных лиг Белоруссии и Латвии.

## Биография
Дмитрий Васильевич Береснев родился 20 июля 1976 года в городе Кирово-Чепецке Кировской области. 
Воспитанник ДЮСШ Кирово-Чепецкого хоккейного клуба «Олимпия», в котором и начал свою игровую карьеру, и где выступал с 1993 до 2003 года (в 2000—2001 годах по несколько игр сыграл в других командах высшей лиги чемпионата России — воскресенском «Химике» и новоуральском «Кедре»).
В 2003—2005 годах выступал за новополоцкий клуб «Химик-СКА», игравший в высшей лиге чемпионата Белоруссии (с 2006 года получившей название «Белорусская экстралига»).
В сезоне 2005/2006 играл в российских клубах высшей лиги — курганском «Зауралье» и кирово-чепецкой «Олимпии», в следующем сезоне — в клубе первой лиги «Сокол» (Новочебоксарск).
В 2007—2009 годах выступал за клуб из Даугавпилса «Латгале», первый сезон — в Латвийской хоккейной лиге, второй — в Белорусской экстралиге.
В последний профессиональный игровой сезон (2009/2010) вернулся в «Олимпию». 
В 2014 году играл в кирово-чепецкой команде любительской хоккейной лиги «УралХим».
Дальнейшая судьба неизвестна.

## Статистика
| 1992/93 | Олимпия (Кирово-Чепецк)   | Первенство ФХР                                                                |    | 3  | — | —  | —  | 2   | — | — | — | — | — |
| 1993/94 | Олимпия (Кирово-Чепецк)   | Первенство ФХР. Элитная лига                                                  |    | 25 | 0 | 1  | 1  | 6   | — | — | — | — | — |
| 1994/95 | Олимпия (Кирово-Чепецк)   | Открытый Чемпионат России. Зона Центр                                         |    | 31 | 0 |    |    |     | — | — | — | — | — |
| 1995/96 | Олимпия (Кирово-Чепецк)   | Чемпионат России. Зона «Поволжье»                                             |    | 50 | 1 | 1  | 2  | 40  | — | — | — | — | — |
| 1996/97 | Олимпия (Кирово-Чепецк)   | Чемпионат России. Высшая лига. Западная зона.                                 |    | 51 | 6 | 4  | 8  | 42  | — | — | — | — | — |
| 1997/98 | Олимпия (Кирово-Чепецк)   | Российская хоккейная лига. Высшая лига. Дивизион «Восток»                     |    | 50 | 2 | 4  | 6  | 56  | — | — | — | — | — |
| 1998/99 | Олимпия (Кирово-Чепецк)   | Высшая лига ФХР. Восточная зона                                               |    | 46 | 3 | 16 | 19 | 108 | — | — | — | — | — |
| 1999/00 | Олимпия (Кирово-Чепецк)   | Чемпионат России. Первая лига. Регион «Центр»                                 |    | 37 | 6 | 11 | 17 | 52  | — | — | — | — | — |
| 1998/99 | Олимпия-2 (Кирово-Чепецк) | Чемпионат России. Первая лига. Регион «Поволжье»                              |    | 2  | 0 | 0  | 0  | 8   | — | — | — | — | — |
| 2000    | Олимпия (Кирово-Чепецк)   | Чемпионат России. Высшая лига. Дивизион «Запад»                               |    | 5  | 0 | 0  | 0  | 2   | — | — | — | — | — |
| 2000/01 | Химик (Воскресенск)       | Чемпионат России. Высшая лига. Дивизион «Запад»                               |    | 3  | 0 | 0  | 0  | 0   | — | — | — | — | — |
| 2000/01 | Кедр (Новоуральск)        | Чемпионат России. Высшая лига. Дивизион «Восток»                              |    | 4  | 0 | 0  | 0  | 6   | — | — | — | — | — |
| 2000/01 | Олимпия (Кирово-Чепецк)   | Первенство России по хоккею среди команд 1 лиги МОО Ассоциация «Хоккей-Центр» |    | 13 | 0 | 2  | 2  | 16  | — | — | — | — | — |
| 2000/01 | Олимпия-2 (Кирово-Чепецк) | Чемпионат России. Первая лига. Регион «Поволжье»                              |    | 12 | 2 | 3  | 5  | 28  | — | — | — | — | — |
| 2001/02 | Олимпия (Кирово-Чепецк)   | Чемпионат России. Высшая лига. Дивизион «Запад»                               |    | 55 | 3 | 8  | 11 | 110 | — | — | — | — | — |
| 2001/02 | Олимпия-2 (Кирово-Чепецк) | Чемпионат России. Первая лига. Регион «Поволжье»                              |    | 3  | 0 | 0  | 0  | 2   | — | — | — | — | — |
| 2002    | Олимпия (Кирово-Чепецк)   | Кубок Федерации                                                               |    | 12 | 3 | 1  | 4  | 20  | — | — | — | — | — |
| 2000/01 | Олимпия-2 (Кирово-Чепецк) | Чемпионат России. Первая лига. Регион «Поволжье»                              |    | 12 | 2 | 3  | 5  | 28  | — | — | — | — | — |
| 2002/03 | Олимпия (Кирово-Чепецк)   | Чемпионат России. Высшая лига. Дивизион «Запад»                               |    | 39 | 1 | 3  | 4  | 50  | — | — | — | — | — |
| 2002/03 | Олимпия-2 (Кирово-Чепецк) | Чемпионат России. Первая лига. Регион «Поволжье»                              |    | 15 | 3 | 4  | 7  | 18  | — | — | — | — | — |
| 2003/04 | Химик-СКА (Новополоцк)    | Чемпионат Беларуси                                                            |    | 45 | 1 | 8  | 9  | 98  | 2 | 0 | 0 | 0 | 4 |
| 2004    | Химик-СКА (Новополоцк)    | Кубок Беларуси                                                                |    | 8  | 0 | 1  | 1  | 18  | — | — | — | — | — |
| 2004/05 | Химик-СКА (Новополоцк)    | Чемпионат Беларуси                                                            |    | 44 | 2 | 8  | 10 | 92  | 3 | 0 | 0 | 0 | 8 |
| 2005/06 | Зауралье (Курган)         | Чемпионат России. Высшая лига. Дивизион «Восток»                              |    | 14 | 0 | 3  | 3  | 40  | — | — | — | — | — |
| 2005/06 | Олимпия (Кирово-Чепецк)   | Чемпионат России. Высшая лига. Дивизион «Запад»                               |    | 24 | 0 | 0  | 0  | 22  | — | — | — | — | — |
| 2005/06 | Олимпия-2 (Кирово-Чепецк) | Чемпионат России. Первая лига. Регион «Поволжье»                              |    | 20 | 4 | 6  | 10 | 32  | — | — | — | — | — |
| 2006/07 | Сокол (Новочебоксарск)    | Чемпионат России. Первая лига. Регион «Поволжье»                              |    | 81 | 5 | 19 | 24 | 191 | — | — | — | — | — |
| 2007/08 | Латгале (Даугалвпилс)     | Чемпионат Латвии                                                              |    | 49 | 2 | 10 | 12 | 82  | — | — | — | — | — |
| 2008/09 | Латгале (Даугалвпилс)     | Чемпионат Беларуси. Экстралига                                                | 13 | 50 | 2 | 10 | 12 | 66  | — | — | — | — | — |
| 2009/10 | Олимпия (Кирово-Чепецк)   | Чемпионат России. Первая лига. Регион «Поволжье»                              |    | 10 | 0 | 2  | 2  | 18  | — | — | — | — | — |